# Ato Boldon
Ato Jabari Boldon (Puerto España, Trinidad y Tobago, 30 de diciembre de 1973) es un exatleta trinitense de ascendencia jamaicana especialista en carreras de velocidad. 
Boldon fue campeón del mundo de los 200 metros lisos en 1997. En total logró 4 medallas olímpicas: 1 de plata en los 100 metros lisos en Sídney 2000 y 3 de bronce, en los 200 metros lisos en Sídney, y en las mismas pruebas en los Juegos Olímpicos de Atlanta 1996. Su marca personal en la prueba de los 100 metros lisos es de 9.86 s con viento a favor de 1'8 m/s, conseguida en Walnut el 19 de abril de 1998, 14ª mejor marca de la historia, plaza compartida con atletas de la talla de Carl Lewis, Frank Fredericks y Francis Obikwelu.
Tras su retiro de la alta competición, Boldon fue senador de la oposición en el Parlamento de Trinidad y Tobago, en representación del Congreso Nacional Unido entre 2006 y 2007. Se ha dedicado a ser comentarista de grandes cadenas de televisión de los eventos atléticos y deportivos más importantes del mundo. En 2017, el velocista retirado y analista olímpico de la NBC se unió al equipo de retransmisión de NASCAR de NBC Sports Group como colaborador.
Boldon comenzó a entrenar a Khalifa St. Fort alrededor de 2012 y la ayudó a mejorar sus 100 m de 12,3 a 11,5 segundos después de un mes. St. Fort ganó la medalla de plata en el Campeonato Mundial Juvenil de Atletismo de 2015 y un bronce en el relevo en el Campeonato Mundial de Atletismo de 2015.
Bolton entrenó a la joven velocista del atletismo jamaicano, Briana Williams, hasta 2023.